# Liste der Nummer-eins-Hits in Neuseeland (1991)
Dies ist eine Liste der Nummer-eins-Hits in Neuseeland im Jahr 1991. Sie basiert auf den offiziellen Single und Albums Top 40, die im Auftrag von Recorded Music NZ, dem neuseeländischen Vertreter der IFPI, ermittelt werden. Es gab in diesem Jahr 17 Nummer-eins-Singles und 16 Nummer-eins-Alben.

## Singles
| ← 1990 ← | Liste der Nummer-eins-Hits in Neuseeland | Liste der Nummer-eins-Hits in Neuseeland | Liste der Nummer-eins-Hits in Neuseeland          | 1992 →                    |
| \| Zeitraum \| Wo. ges. \| Interpret \| Titel Autor(en) \| Zusätzliche Informationen \| \| (Zeitraum, Wochen auf Platz eins, Interpret, Titel, Autor[en], zusätzliche Informationen) \| \| \| \| \| \| ----------------------------------------------------------------------------------------- \| -------- \| ------------------------ \| ------------------------------------------------- \| ------------------------- \| \| 2. Dezember 1990 – 26. Januar 1991 8 Wochen \| 8 \| Vanilla Ice \| Ice Ice Baby \| – \| \| 27. Januar 1991 – 2. Februar 1991 1 Woche (insgesamt 3) \| 3 \| Bart Simpson \| Do the Bartman \| – \| \| 3. Februar 1991 – 9. Februar 1991 1 Woche \| 1 \| UB40 feat. Robert Palmer \| I’ll Be Your Baby Tonight \| – \| \| 10. Februar 1991 – 23. Februar 1991 2 Wochen (insgesamt 3) \| 3 \| Bart Simpson \| Do the Bartman \| – \| \| 24. Februar 1991 – 6. April 1991 6 Wochen \| 6 \| The Righteous Brothers \| Unchained Melody \| – \| \| 7. April 1991 – 11. Mai 1991 5 Wochen (insgesamt 7) \| 7 \| Push Push \| Trippin’ \| – \| \| 12. Mai 1991 – 18. Mai 1991 1 Woche \| 1 \| Steve Miller Band \| The Joker \| – \| \| 19. Mai 1991 – 1. Juni 1991 2 Wochen (insgesamt 7) \| 7 \| Push Push \| Trippin’ \| – \| \| 2. Juni 1991 – 8. Juni 1991 1 Woche \| 1 \| Parker Project \| Tears on My Pillow \| – \| \| 9. Juni 1991 – 29. Juni 1991 3 Wochen \| 3 \| Father MC \| I’ll Do 4 You \| – \| \| 30. Juni 1991 – 6. Juli 1991 1 Woche \| 1 \| AC/DC \| Are You Ready? \| – \| \| 7. Juli 1991 – 13. Juli 1991 1 Woche (insgesamt 2) \| 2 \| Extreme \| More Than Words \| – \| \| 14. Juli 1991 – 27. Juli 1991 2 Wochen \| 2 \| Color Me Badd \| I Wanna Sex You Up \| – \| \| 28. Juli 1991 – 3. August 1991 1 Woche (insgesamt 2) \| 2 \| Extreme \| More Than Words \| – \| \| 4. August 1991 – 17. August 1991 2 Wochen \| 2 \| Aaron Neville \| Everybody Plays the Fool \| – \| \| 18. August 1991 – 12. Oktober 1991 8 Wochen \| 8 \| Bryan Adams \| (Everything I Do) I Do It for You \| – \| \| 13. Oktober 1991 – 19. Oktober 1991 1 Woche \| 1 \| Color Me Badd \| All 4 Love \| – \| \| 20. Oktober 1991 – 2. November 1991 2 Wochen \| 2 \| PM Dawn \| Set Adrift on Memory Bliss \| – \| \| 3. November 1991 – 23. November 1991 3 Wochen \| 3 \| U2 \| The Fly \| – \| \| 24. November 1991 – 18. Januar 1992 8 Wochen \| 8 \| Michael Jackson \| Black or White Michael Joe Jackson, Bill Bottrell \| – \| |                                          |                                          |                                                   |                           |
| ← 1990 |                                          |                                          |                                                   | → 1992 →                  |
| Zeitraum | Wo. ges.                                 | Interpret                                | Titel Autor(en)                                   | Zusätzliche Informationen |
| (Zeitraum, Wochen auf Platz eins, Interpret, Titel, Autor[en], zusätzliche Informationen) |                                          |                                          |                                                   |                           |
| 2. Dezember 1990 – 26. Januar 1991 8 Wochen | 8                                        | Vanilla Ice                              | Ice Ice Baby                                      | –                         |
| 27. Januar 1991 – 2. Februar 1991 1 Woche (insgesamt 3) | 3                                        | Bart Simpson                             | Do the Bartman                                    | –                         |
| 3. Februar 1991 – 9. Februar 1991 1 Woche | 1                                        | UB40 feat. Robert Palmer                 | I’ll Be Your Baby Tonight                         | –                         |
| 10. Februar 1991 – 23. Februar 1991 2 Wochen (insgesamt 3) | 3                                        | Bart Simpson                             | Do the Bartman                                    | –                         |
| 24. Februar 1991 – 6. April 1991 6 Wochen | 6                                        | The Righteous Brothers                   | Unchained Melody                                  | –                         |
| 7. April 1991 – 11. Mai 1991 5 Wochen (insgesamt 7) | 7                                        | Push Push                                | Trippin’                                          | –                         |
| 12. Mai 1991 – 18. Mai 1991 1 Woche | 1                                        | Steve Miller Band                        | The Joker                                         | –                         |
| 19. Mai 1991 – 1. Juni 1991 2 Wochen (insgesamt 7) | 7                                        | Push Push                                | Trippin’                                          | –                         |
| 2. Juni 1991 – 8. Juni 1991 1 Woche | 1                                        | Parker Project                           | Tears on My Pillow                                | –                         |
| 9. Juni 1991 – 29. Juni 1991 3 Wochen | 3                                        | Father MC                                | I’ll Do 4 You                                     | –                         |
| 30. Juni 1991 – 6. Juli 1991 1 Woche | 1                                        | AC/DC                                    | Are You Ready?                                    | –                         |
| 7. Juli 1991 – 13. Juli 1991 1 Woche (insgesamt 2) | 2                                        | Extreme                                  | More Than Words                                   | –                         |
| 14. Juli 1991 – 27. Juli 1991 2 Wochen | 2                                        | Color Me Badd                            | I Wanna Sex You Up                                | –                         |
| 28. Juli 1991 – 3. August 1991 1 Woche (insgesamt 2) | 2                                        | Extreme                                  | More Than Words                                   | –                         |
| 4. August 1991 – 17. August 1991 2 Wochen | 2                                        | Aaron Neville                            | Everybody Plays the Fool                          | –                         |
| 18. August 1991 – 12. Oktober 1991 8 Wochen | 8                                        | Bryan Adams                              | (Everything I Do) I Do It for You                 | –                         |
| 13. Oktober 1991 – 19. Oktober 1991 1 Woche | 1                                        | Color Me Badd                            | All 4 Love                                        | –                         |
| 20. Oktober 1991 – 2. November 1991 2 Wochen | 2                                        | PM Dawn                                  | Set Adrift on Memory Bliss                        | –                         |
| 3. November 1991 – 23. November 1991 3 Wochen | 3                                        | U2                                       | The Fly                                           | –                         |
| 24. November 1991 – 18. Januar 1992 8 Wochen | 8                                        | Michael Jackson                          | Black or White Michael Joe Jackson, Bill Bottrell | –                         |

## Alben
| ← 1990 ← | Liste der Nummer-eins-Hits in Neuseeland | Liste der Nummer-eins-Hits in Neuseeland | Liste der Nummer-eins-Hits in Neuseeland                   | 1992 →                    |
| \| Zeitraum \| Wo. ges. \| Interpret \| Titel \| Zusätzliche Informationen \| \| (Zeitraum, Wochen auf Platz eins, Interpret, Titel, zusätzliche Informationen) \| \| \| \| \| \| ------------------------------------------------------------------------------ \| -------- \| ----------------------- \| ---------------------------------------------------------- \| ------------------------- \| \| 9. Dezember 1990 – 2. März 1991 12 Wochen \| 12 \| Elton John \| The Very Best of Elton John \| – \| \| 3. März 1991 – 13. April 1991 6 Wochen \| 6 \| The Righteous Brothers \| Unchained Melody – The Very Best of the Righteous Brothers \| – \| \| 14. April 1991 – 20. April 1991 1 Woche \| 1 \| The Eagles \| The Best Of \| – \| \| 21. April 1991 – 15. Juni 1991 8 Wochen \| 8 \| The Eurythmics \| Greatest Hits \| – \| \| 16. Juni 1991 – 29. Juni 1991 2 Wochen \| 2 \| Deborah Harry & Blondie \| The Complete Picture – The Very Best Of \| – \| \| 30. Juni 1991 – 27. Juli 1991 4 Wochen \| 4 \| Simon & Garfunkel \| 20 Greatest Hits \| – \| \| 28. Juli 1991 – 3. August 1991 1 Woche \| 1 \| Jimmy Barnes \| Two Fires \| – \| \| 4. August 1991 – 24. August 1991 3 Wochen \| 3 \| Aaron Neville \| Warm Your Heart \| – \| \| 25. August 1991 – 31. August 1991 1 Woche \| 1 \| Metallica \| Metallica \| – \| \| 1. September 1991 – 21. September 1991 3 Wochen \| 3 \| Natalie Cole \| Unforgettable – With Love \| – \| \| 22. September 1991 – 28. September 1991 1 Woche \| 1 \| Dire Straits \| On Every Street \| – \| \| 29. September 1991 – 19. Oktober 1991 3 Wochen \| 3 \| Guns n’ Roses \| Use Your Illusion II \| – \| \| 20. Oktober 1991 – 16. November 1991 4 Wochen \| 4 \| Stevie Nicks \| Time Space – The Best Of \| – \| \| 17. November 1991 – 30. November 1991 2 Wochen \| 2 \| Tina Turner \| Simply the Best \| – \| \| 1. Dezember 1991 – 7. Dezember 1991 1 Woche \| 1 \| U2 \| Achtung Baby \| – \| \| 8. Dezember 1991 – 25. Januar 1992 7 Wochen \| 7 \| Queen \| Greatest Hits II \| – \| |                                          |                                          |                                                            |                           |
| ← 1990 |                                          |                                          |                                                            | → 1992 →                  |
| Zeitraum | Wo. ges.                                 | Interpret                                | Titel                                                      | Zusätzliche Informationen |
| (Zeitraum, Wochen auf Platz eins, Interpret, Titel, zusätzliche Informationen) |                                          |                                          |                                                            |                           |
| 9. Dezember 1990 – 2. März 1991 12 Wochen | 12                                       | Elton John                               | The Very Best of Elton John                                | –                         |
| 3. März 1991 – 13. April 1991 6 Wochen | 6                                        | The Righteous Brothers                   | Unchained Melody – The Very Best of the Righteous Brothers | –                         |
| 14. April 1991 – 20. April 1991 1 Woche | 1                                        | The Eagles                               | The Best Of                                                | –                         |
| 21. April 1991 – 15. Juni 1991 8 Wochen | 8                                        | The Eurythmics                           | Greatest Hits                                              | –                         |
| 16. Juni 1991 – 29. Juni 1991 2 Wochen | 2                                        | Deborah Harry & Blondie                  | The Complete Picture – The Very Best Of                    | –                         |
| 30. Juni 1991 – 27. Juli 1991 4 Wochen | 4                                        | Simon & Garfunkel                        | 20 Greatest Hits                                           | –                         |
| 28. Juli 1991 – 3. August 1991 1 Woche | 1                                        | Jimmy Barnes                             | Two Fires                                                  | –                         |
| 4. August 1991 – 24. August 1991 3 Wochen | 3                                        | Aaron Neville                            | Warm Your Heart                                            | –                         |
| 25. August 1991 – 31. August 1991 1 Woche | 1                                        | Metallica                                | Metallica                                                  | –                         |
| 1. September 1991 – 21. September 1991 3 Wochen | 3                                        | Natalie Cole                             | Unforgettable – With Love                                  | –                         |
| 22. September 1991 – 28. September 1991 1 Woche | 1                                        | Dire Straits                             | On Every Street                                            | –                         |
| 29. September 1991 – 19. Oktober 1991 3 Wochen | 3                                        | Guns n’ Roses                            | Use Your Illusion II                                       | –                         |
| 20. Oktober 1991 – 16. November 1991 4 Wochen | 4                                        | Stevie Nicks                             | Time Space – The Best Of                                   | –                         |
| 17. November 1991 – 30. November 1991 2 Wochen | 2                                        | Tina Turner                              | Simply the Best                                            | –                         |
| 1. Dezember 1991 – 7. Dezember 1991 1 Woche | 1                                        | U2                                       | Achtung Baby                                               | –                         |
| 8. Dezember 1991 – 25. Januar 1992 7 Wochen | 7                                        | Queen                                    | Greatest Hits II                                           | –                         |